# Louisiella
Louisiella C.E.Hubb. & J.Leonard é um género botânico pertencente à família Poaceae.